# Václav Placák
Václav Placák byl český architekt působící v Hradci Králové a jeho okolí.
Sídlil na Malém náměstí 111. Ve 30. letech 20. století byl členem výboru Sdružení rodičů a přátel reálky Státní reálky v Hradci Králové.

## Kariéra

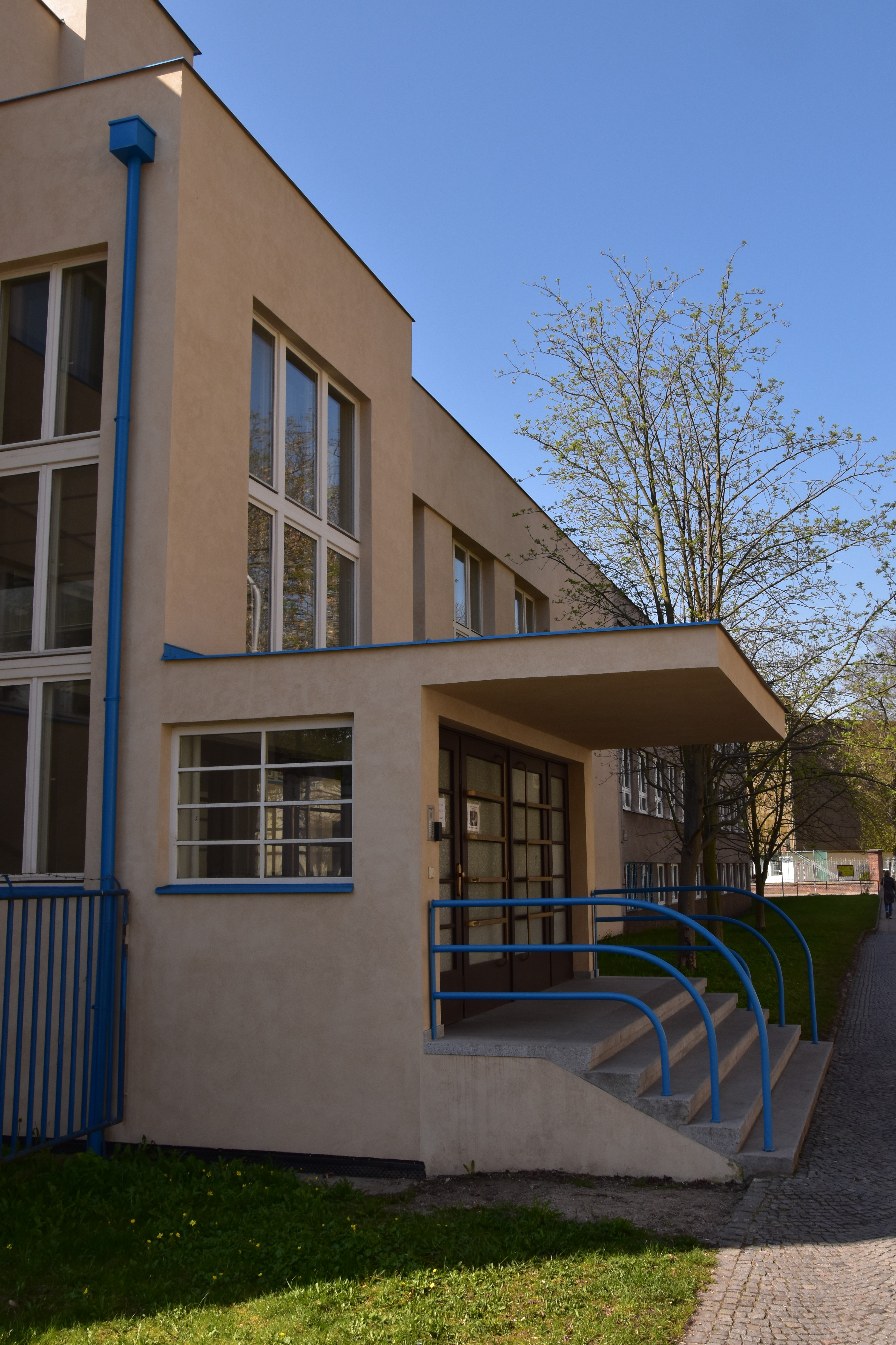
Orlovna v Hradci Králové

### Tělovýchovné a školní projekty
Poprvé na sebe výrazněji upozornil v soutěži na výstavbu sokolovny v České Skalici v polovině 20. let 20. století. Soutěž, do níž došlo 24 návrhů sice nevyhrál, ale první místo získal projekt, který byl příliš finančně nákladný. Proto se nakonec realizovala sokolovna podle Placákova projektu (1928 až 1929). Stavba získala pozoruhodnou puristickou podobu využívající dvou historizujících aluzí (půlkruhový středový rizalit a předsazený portikus členěný oblouky). Čistě hladká fasáda měla demonstrovat spolkovou disciplínu i otevřenost pokroku včetně využití moderních hygienických řešení.
Se stavitelem Vanišem následně vypracovali projekt na dostavbu sokolovny v Železném Brodě. V tomto případě však k realizaci nedošlo, skončili na děleném druhém až třetím místě. V letech 1929 až 1930 v Hradci Králové vyprojektoval hotel Avion, čímž tematicky ustoupil od své většinové tvorby.
V roce 1930 vypracoval projekt na stavbu obecných škol se 14 učebnami v Nechanicích u Hradce Králové, který měl stát 2,25 mil. korun. K realizaci došlo v letech 1930–1931. Vytvořil také nerealizovaný návrh školy ve Svobodných Dvorech. V roce 1933 se účastnil další architektonické soutěže, tentokrát na výstavbu měšťanské školy v Ratajích nad Sázavou. V roce 1933 také vytvořil o rok později uskutečněný projekt na výstavbu orlovny a dostavbu činžovního domu se skleněnou věží, oboje v Hradci Králové.
V roce 1935 obsadil se svými návrhy 1. a 3. místo v soutěži na výstavbu měšťanské školy v Josefově, za což obdržel 4000, resp. 2000 Kč.

### Návrh asanace starého Hradce
V roce 1936 byl jedním z architektů, které vyzvala Spořitelna královéhradecká k vytvoření návrhů asanace starého města v Hradci Králové. V roce 1937 tedy zaslal svůj návrh do této uzavřené soutěže na asanaci starého města. Jeho návrh patřil vedle návrhu Jana Rejchla a Oldřicha Lisky k radikálním pojetím. Ze čtyř návrhů nakonec skončil na posledním čtvrtém místě. Návrh Placáka zhodnotil poradní sbor pro vyšetření podmínek na vypracování upravovacích plánů starého města v hradbách v Hradci Králové takto:
Při úpravě Palackého třídy autor vhodně rozšiřuje tuto ulici ponejvíce na straně jihozápadní, což umožňuje zachování skupiny domů kolem čp. 86 až 89. Při novostavbách na jihozápadní straně ulice Palackého navrhuje loubí.
Úpravu Československého náměstí navrhuje na jeho východní straně veřejnou budovou na místě dnešních domů čp. 163 a 158, sahající až do náměstí, a rozšiřuje soutěsky do náměstí a do Tomkovy ulice až nadbytečně a na úkor stávajících poměrů. Navrženou úpravou s obloukovým průčelím se ráz tohoto náměstí úplně mění a porušuje. Vzhledem k tomu, že autor navrhuje na jižní straně Palackého třídy na jižní straně loubí, bylo by jistě správné, kdyby toto loubí pokračovalo i u domů čp. 169 až 171 a čp. 164.
Zásadně nutno odmítnouti autorem navrhovanou přestavbu domů při Rokytanského ulici a nové ulice blokem na její západní straně nejen z důvodů památkových, ale i hygienických, neboť se zastavění v tomto místě ještě více zhušťuje.
Autor na Velkém náměstí navrhuje podstatné změny regulačních čar, a to nejen na severní straně náměstí, nýbrž in a jižní straně, což předpokládá zbourání a přestavění všech domů v těchto regulačních čarách. S takovýmto zásahem nelze naprosto souhlasiti. A to tím více, že autor předpokládá nové obestavění náměstí domy pětipatrovými! Při tomto vyšším zastavění by byly závady zdravotní značně zhoršeny, neboť v několika částech ponechává autor dnešní bloky příliš malé. Ale i tam, kde navrhuje nové zastavění, například v jihovýchodní části města, jeho řešení nevyhovuje.
Blok na severní straně Malého náměstí a Dluhé ulice zastavuje autor rovněž v dlouhých řadách domy třípatrovými, které by neměly vnitřních dvorů, neboť podél nově navržené ulice okrajové předpokládá jeho návrh ještě 14 m širokou ulici. Zamítavé stanovisko bylo odůvodněno již při návrzích předešlých.
Velmi nepříznivé poměry vytváří autor na obou stranách ulice Mýtské, ve východních úsecích Komenského třídy a Třídy národního vojska, kde navrhuje souvislé zastavění v míře nejintensivnější ze všech autorů.
Celkem autor ponechává z nynějšího stavu města jen nejvýznačnější veřejné budovy, kdežto všechny ostatní navrhuje přestavěti v jiných čarách a jiných výškách. Zachovává a řeší tedy prostorový ráz starého města nejméně ze všech autorů.

Na východní straně Malého náměstí navrhuje novou radnici; disposice ve dvou křídlech by byla přijatelná, avšak budova by působila úzkým průčelím do náměstí vedle značně rozšířené Mýtské ulice nepříznivě. O navrženém souvislém obestavění pod radnicí na místě generálského domu platí totéž, co bylo již uvedeno u návrhů druhých autorů.
Karel Mlynář, Královéhradecká spořitelna pro oživení starého Hradce Králové

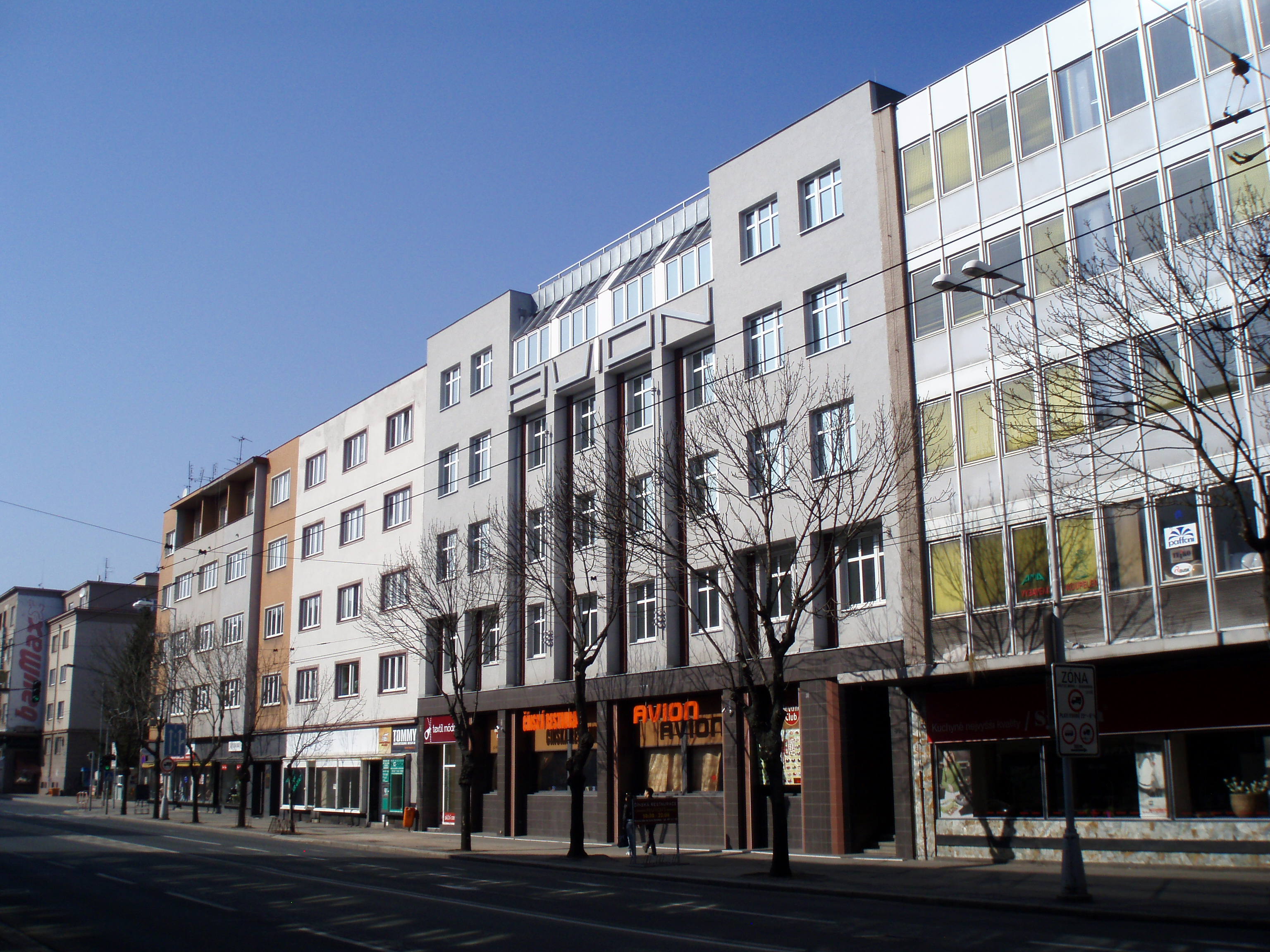
Hotel Avion, Hradec Králové

## Dílo
- Sokolovna, Česká Skalice, položení základního kamene 20. května 1928,[13] otevřena v květnu 1929[14]
- Hotel Avion, Hradec Králové, 1929–1930
- Škola, Nechanice, 1930–1931[5][6]
- Činžovní dům Karla Vlčka se skleněnou věží (dostavba budovy z roku 1929), Dukelská třída 21, Hradec Králové, 1933[15]
- Orlovna, J. Koziny 560/2, Hradec Králové, projekt 1933,[16] realizace 1934, kolaudace 1935, funkcionalismus, stavbu provedl Ing. Komárek ze Svobodných Dvorů[8]